# Monte Escobedo
Monte Escobedo o El Monte es una población que se encuentra en el suroeste del estado mexicano de Zacatecas, así como del  municipio homónimo, del cual es la comunidad más poblada y cabecera municipal.

## Geografía

### Ubicación
Ubicado en la parte meridional de la Sierra Madre Occidental, el municipio de Monte Escobedo limita hacia el norte con el municipio zacatecano de Valparaíso y al noreste con los también zacatecanos municipios de Tepetongo y Susticacán. Hacia el este, con los municipios jaliscienses de Huejúcar y Santa María de los Ángeles. Hacia el sur, con los también jaliscienses municipios de Totatiche, Colotlán y Villa Guerrero; así como Mezquitic hacia el oeste. Sus coordenadas son al norte el paralelo 22º 43' al sur 22º 5' su longitud está comprendida entre los 20' y los 42' del meridiano de Grenwich.

### Flora
Entre la flora del municipio, sobresalen el pino real, pino triste, roble, encino, cedro, madroño, pitahayo, huizache, manzanillo y el mezquite.

### Fauna
Las principales especies animales silvestres que subsisten en el municipio son el Águila real, halcón peregrino, jabalí, liebre, conejo, venado cola blanca, coyote, faisán, pájaro carpintero, puma y pato silvestre.

## Historia

### Fundación
La fundación de San Andrés del Astillero (nombre que se le otorgó desde su origen y con el cual se conoció durante varios años) se remonta al siglo XVI más específicamente en el año 1577, tal como lo demuestra la merced más antigua de tierra otorgada dentro del territorio que actualmente ocupa el municipio de Monte Escobedo fechada el 20 de marzo de 1577.
El nombre de Monte Escobedo se le impuso en honor a la familia Escobedo originaria de España y antiguos propietarios de este territorio, quienes lo adquirieron para proveer de madera a varias minas de Zacatecas.
El capitán don Francisco de Escobedo y Díaz fue el primer propietario de este lugar, fue además un prominente mercader y minero. Sus padres fueron Hernando de Escobedo y Mari Díaz originarios de la villa de Torrijos en el arzobispado de Toledo en Castilla, España. ￼ Ya para finales del siglo XVI residían en las Minas Ricas de los Zacatecas donde nació Francisco. Su residencia se ubicaba en la plaza mayor de la ciudad de Zacatecas donde actualmente se encuentran el Teatro Fernando Calderón y el mercado González Ortega, era dueño además de una hacienda de minas donde hoy en día se encuentra el jardín Independencia en esta misma ciudad.
Francisco de Escobedo y Díaz se casó con María de Covarrubias en Zacatecas, la mayoría de sus hijos nacieron y vivieron en San Andrés del Astillero (actual Monte Escobedo).

### sigloXIX
En 1820, por decreto de las Cortes de Cádiz, el antes llamado San Andrés del Astillero o San Andrés del Monte, entonces ya nombrado Monte Escobedo, califica para ser elevado a la categoría de municipalidad. Comprada su hacienda más antigua (Santa Teresa) por el entonces gobernador de Zacatecas, Francisco García Salinas, para darle la connotación de Villa Escobedo, fue truncado el plan al terminar su gobernatura y las autoridades regresaron a su lugar de origen. En 1824, deja de formar parte de la alcaldía mayor de Fresnillo para pasar a formar parte del partido político de Jerez. Seis años después, se independiza del Partido de Jerez.

### sigloXX
Fue Monte Escobedo reconocido como municipio libre y soberano con la entrada en vigor de la Constitución de 1917. En cuanto a la lucha de la guerra de Revolución Mexicana, es digno de mención el advenimiento de tropas carrancistas a cargo del general Francisco de Santiago atrincheradas en la hacienda de Santa Teresa donde recibieron el ataque de la División del Norte.
Dadas durante el maximato las radicales políticas anticlericales de Elías Calles; fue, el municipio, testigo de enfrentamientos guerrilleros cristeros a finales de la década de los '20, en comunidades como San Luis del Gato, bajo las tropas cristeras al mando del regimiento del general Quintanar.
En el año de 1969, fueron atendidas las demandas de repartimiento de ejidos que se concebían desde el período presidencial de Lázaro Cárdenas del Río.
A finanes de la década de los '80 y principios de los '90, como parte del proceso de globalidad mundial que estaba acaeciendo sobre el país, Monte Escobedo resintió dicho proceso con el pavimentado de la mayoría de sus calles de la cabecera municipal. 
En 1998, por primera vez un partido de oposición al PRI (es decir, el PAN), ganó las elecciones municipales a presidente municipal.

### sigloXXI
La alternancia política acaecida en el municipio desde finales del siglo anterior, se ha ido intercalando con períodos priistas: 1998-2001 (PAN), 2001-2004 (PRI), 2004-2007 (PRD), 2007-2010 (PRI), 2010-2013 (PRD), 2013-2016 (PRI).
En 2009, se manifestaron en el municipio los primeros tiroteos producto del terrorismo que en México acontece desde el radical cierre al narcotráfico en Estados Unidos y que concentró el problema de represalias, extorciones y violencia en el interior del territorio nacional y ya no solo en zonas fronterizas del país. 
En 2016, el Partido Acción Nacional volvió a ganar la presidencia municipal después de 18 años de no hacerlo.

## Festividades
A diferencia de poblados de los alrededores, en Monte Escobedo, las fiestas religiosas están separadas de las seculares. Teniendo lugar en temporadas del año muy distintas entre sí:
- A partir de cada 30 de noviembre, se inicia un novenario en honor a la advocación mariana de la Inmaculada Concepción (patrona de la parroquia local), que culmina los días 7 y 8 de diciembre como celebraciones mayores; a través misas, kermeces y espectáculos pirotécticos.

- Durante la primera semana de mayo, se celebra la Feria de Primavera. Teniendo como principal día el 5 de mayo, aderesado con un acto cívico y desfile por parte de las instituciones en conmemiración de la Batalla de Puebla. El resto del día transcurre con eventos de la feria como bailes, coleaderos, rodeos y, en ocasiones, corridas de toros.

## Personajes célebres
- J. Félix Bañuelos (1878-1948). Revolucionario maderista, gobernador del estado de Zacatecas de 1937 a 1940.
- Miguel Briones Robles    (1888.1972). Tesorero del Estado de Zacatecas, con el Gobernador J. Félix Bañuelos (1937 .1940) y diputado estatal en 1920
- Santos Bañuelos (1882-1916). Revolucionario maderista.

- Juan Reyes Antuna (1888-?). Poeta autor de A la Virgen de mi aldea.

- Daniel Márquez Medina. Catedrático del seminario de Zacatecas y director del Colegio Margil.[8]